# Estació de Sogorb-Ciutat
Sogorb-Ciutat és una estació de la línia C-5 de la xarxa de Rodalies Renfe de València situada al sud-est del nucli urbà de Sogorb a la comarca de l'Alt Palància de la província de Castelló. A més de trens de rodalies, paren trens de Mitjana Distància Renfe de la Línia 6 (Regional País Valencià). L'estació forma part de la línia Saragossa-València.

## Situació ferroviària
Està situada al pk 238,4 de la línia 610 de la xarxa ferroviària espanyola que uneix Saragossa amb Sagunt per Terol, a 321,80 metres d'altitud. El quilometratge es correspon amb l'històric traçat entre Calataiud i València prenent la primera com a punt de partida. El tram és de via única i està sense electrificar.

## Història
L'estació va ser posada en funcionament el 15 maig 1898 amb l'obertura del tram Sogorb-Sagunt de la línia que pretenia unir Calataiud amb València. Les obres van a càrrec de la Companyia del Ferrocarril Central d'Aragó. En 1941, amb la nacionalització de la totalitat de la xarxa ferroviària l'estació va passar a ser gestionada per RENFE. Des del 31 desembre 2004 Adif és la titular de les instal·lacions.

## Serveis ferroviaris

### Mitjana distància
A l'estació s'aturen els Regional (Renfe) que uneixen València amb Terol i viceversa, a més els Intercity (Renfe) que uneixen Cartagena amb Miraflores i València amb Miraflores i viceversa.
| Procedència/Destinació     | <       | Línia | >                          | Procedència/Destinació        |
| -------------------------- | ------- | ----- | -------------------------- | ----------------------------- |
| Rodalies València de Renfe |         |       |                            |                               |
| València-Nord Sagunt       | Soneixa | C-5   | Sogorb-Arrabal             | Caudiel                       |
| Mitjana Distància de Renfe |         |       |                            |                               |
| València-Nord              | Sagunt  | L-6   | Barraques Móra de Rubiols¹ | Terol Saragossa-Delicias Osca |

1. Móra de Rubiols és la parada anterior o següent als TRD

### Rodalia
Forma part també de la línia C-5 de Rodalies València. La freqüència mitjana és de cinc trens diaris.